# Fridrich Bruk
Fridrich Bruk, né le 18 septembre 1937 à Kharkov, est un compositeur soviétique puis ukrainien. Descendant de Russes allemands, il vit en Finlande depuis 1974.

## Œuvre
Symphonies
- Symphonie no 1 pour orchestre et trombone
- Symphonie no 2 pour orchestre et piano
- Symphonie no 3 « Artist Chagall » (2000)
- Symphonie no 5 « In the Jewish Mode » (2002)
- Symphonie no 6 « Muuttolinut »
- Symphonie no 7
- Symphonie no 10 « Klezmorim II » (2010)
- Symphonie no 11 « The Universe » (2010)
- Symphonie no 13 « Artist Malevich » (2014)
- Symphonie no 16 « The Dnieper River » (2016)
- Symphonie no 17 « Joy of Life » (2016)
- Symphonie no 18 « Daugavpils »
- Symphonie no 22 « Dans l'océan » (2019)
- Symphonie no 23 « In the Ingrian Mode » (2021)

Pour instruments et orchestre
- Concertino, pour deux violons et orchestre à cordes (1987)

## Discographie
- Musique pour orchestre, vol. 1 : Symphonie no 17, « Joy of Life » (2016) ; Symphonie no 18, Daugavpils (2017) - Gertruda Jerjomenko, piano ; Orchestre symphonique de Liepāja, dir. Māris Kupč (janvier/septembre 2017, Toccata Classics TOCC0455 (en)[livret en ligne][PDF] (OCLC 1031318768)
- Musique pour orchestre, vol. 2 : Symphonie no 19, Tunes from Ghettoes, Symphonie no 20, Symphonie no 21, Presentiment: In memory of Anne Frank (1929–1945) ; Orchestre symphonique de Liepāja, dir. Māris Kupč (Toccata Classics TOCC0543)
- Musique pour orchestre, vol. 3 : Symphonie nos 22 et 23 – Orchestre symphonique Lituanien, dir. Māris Kupč (17–22 mai et 22–26 novembre 2021, Toccata Classics)